# Minas Boca Futebol
O Minas Boca Futebol Ltda, antigamente conhecido como Minas Futebol Brasil, é um clube de futebol profissional da cidade de Sete Lagoas, no estado de Minas Gerais. Rival do Democrata da mesma cidade, fazendo assim o maior clássico da cidade de Sete Lagoas atualmente.
Criado em 2011 por Geraldo Magela e alguns dirigentes que participavam do Democrata-SL, O Minas Futebol tem desde jogadores conhecidos em Minas Gerais como Marinho ex-Clube Atlético Mineiro, a jogadores novos e inexperientes.
Atualmente é o único clube do Interior de Minas Gerais que disputa todas as categorias de base na primeira divisão da Federação Mineira de Futebol.
O principal objetivo do clube é formar jogadores para o Mercado Nacional e Internacional.

## História

### Primeiro Título Profissional
Visando a disputa da Segunda Divisão 2012, o Minas Futebol fez 8 amistosos (venceu 4, empatou 2, e perdeu 2).
Em seu primeiro jogo oficial, o Minas enfrentou o Valeriodoce de Itabira dia 23 de julho na Arena do Jacaré em Sete Lagoas, e perdeu por 1 a 0.
Em 28 de julho, o Minas enfrentou o time sub-23 do Cruzeiro Esporte Clube também na Arena do Jacaré, e empatou por 2 a 2. Após sair ganhando por 1 a 0 com um gol de Juninho Rodrigues de falta, na intermediaria cruzeirense, saiu para o intervalo com a vantagem. Na volta para o 2° tempo, sofreu o revés e ficou atrás do placar após sofrer dois gols. Mas saiu para o jogo e no fim da etapa complementar, conseguiu o empate em um lance de escanteio cobrado por Luiz Cláudio e cabeceado por Bruno pro fundo da rede.
Na sexta-feire de 3 de agosto, o Minas enfrentou o Atlético Mineiro (Júnior) também na  Arena do Jacaré, com portão aberto para a torcida, e venceu por 1 a 0. Depois disso enfrentou novamente o Valeriodoce em Itabira e perdeu por 3 a 0.
Seu primeiro título profissional foi do Campeonato Mineiro de Futebol da Segunda Divisão. Na primeira fase, conseguiu a segunda colocação e se classificou, perdendo apenas para o rival Democrata. Já na segunda fase, também obteve a segunda colocação e se classificou a semifinal. A disputa foi contra o Ituitabana. Com a derrota em casa por 1 a 0 e a vitória por 2 a 1 em Ituiutaba, o Minas consegue o acesso para o Campeonato Mineiro de Futebol Modulo II. Na final, com duas vitórias sobre o rival citadino Democrata, por 2 a 0 e 2 a 1, o clube conquista seu primeiro título profissional.
No dia 18 de maio de 2013 O Minas empatou com o Patrocinense por 0x0 nas Quartas-de-final, assim,  o Minas consegue o acesso para o Módulo I do Campeonato Mineiro. Com o empate, se tornou Vice-Campeão do Campeonato Mineiro de Futebol Módulo II.

### Mudança de nome e Rebaixamento
Em agosto de 2013, o Minas foi negociado com o empresário Edson Paredão, presidente do grupo Siferboca e dono do jornal Diário Boca do Povo de Sete Lagoas, que comprou o time por cerca de um milhão de reais, e alterou o nome para Minas Boca Futebol Ltda, pelo presidente ser fã do Boca Juniors da Argentina.
Em março de 2014, em sua primeira participação no Módulo I do Campeonato Mineiro, o Minas Boca é rebaixado para o Módulo II do Campeonato Mineiro em último lugar com apenas 8 pontos em 11 jogos.

## Títulos
| Estadual | Estadual                                     | Estadual | Estadual   |
|          | Competição                                   | Títulos  | Temporadas |
| -------- | -------------------------------------------- | -------- | ---------- |
|          | Campeonato Mineiro da Segunda Divisão        | 1        | 2012       |
| Br-IMEF  | Campeonato Mineiro IMEF - sub 15             | 1        | 2017       |
| BR-FMF   | Campeão do Interior FMF sub 14               | 2        | 2018/2019  |
| BR-FMF   | Campeão Geral da Segunda Divisão Sub 15 e 17 | 1        | 2018       |

### Campanhas de destaque
- Vice-Campeão Mineiro de Futebol Módulo II: 1 2013